# Корабельная улица (Москва)
Корабельная улица — улица на юге Москвы в районе Нагатинский Затон Южного административного округа между Коломенской улицей и улицей Речников.

## Происхождение названия
Корабельная улица появилась в июне 2017 года. Безымянный проезд назван так по соседству с Московской государственной академией водного транспорта. Неподалёку находятся другие «водные» топонимы: Судостроительная, Затонная и Якорная улицы.

## Описание
Улица начинается от Коломенской улицы у Нагатинского затона, проходит на север, поворачивает сначала на запад, затем на север параллельно улице Речников, вновь поворачивает на восток, заканчивается у берега Нагатинского затона.